# Microterys japonicus
Microterys japonicus är en stekelart som beskrevs av William Harris Ashmead 1904. Microterys japonicus ingår i släktet Microterys och familjen sköldlussteklar. Inga underarter finns listade i Catalogue of Life.